# Světový pohár v biatlonu 2018/2019 – Holmenkollen
Závěrečný 9. podnik Světového poháru v biatlonu v sezóně 2018/19 se konal od 21. do 24. března 2019  na biatlonovém stadionu Holmenkollen v norském Oslu. Na programu byly mužské a ženské závody ve sprintech, stíhací závody a závody s hromadným startem.

## Program závodů
Oficiální program:
| Datum      | Disciplína                       | Začátek (SEČ) | Počet závodníků |
| ---------- | -------------------------------- | ------------- | --------------- |
| 21. března | Sprint (ženy)                    | 16:30         | 106             |
| 22. března | Sprint (muži)                    | 16:15         | 113             |
| 23. března | Stíhací závod (ženy)             | 15:00         | 59              |
| 23. března | Stíhací závod (muži)             | 17:15         | 55              |
| 24. března | Závod s hromadným startem (ženy) | 13:45         | 30              |
| 24. března | Závod s hromadným startem (muži) | 16:30         | 30              |

## Průběh závodů

### Sprinty
Sprint žen se jel za vysokých teplot (+10 °C), takže některé závodnice startovaly v krátkých rukávech. Do průběžného vedení se brzy dostala Slovenka Anastasia Kuzminová, která udělala sice jednu chybu vleže, ale vstoje střílela čistě, běžela velmi rychle a do cíle dojela první náskokem téměř půl minuty před svou krajankou, čistě střílející Paulínou Fialkovou. Jako jedna z posledních pak startovala Němka Franziska Preussová. Střílela čistě a do posledního kola odjížděla pět vteřin za Fialkovou. V něm dokázala ještě zrychlit, Fialkovou předjela a ve výsledku skončila na druhém místě. Kuzminová tímto vítězstvím získala malý křišťálový globus za celkové vítězství ve sprintu, protože obě její nejbližší soupeřky, Italky Dorothea Wiererová a Lisa Vittozziová, skončily mnoho míst za ní.

Z českých biatlonistek dojela nejlépe Veronika Vítková na 23. místě. Měla nadprůměrný běžecký čas a udělala jednu chybu při položce vleže. Markéta Davidová skončila na 41. pozici, když udělala celkem tři chyby. Do stíhacího závodu postoupila ještě Eva Puskarčíková, která zastřílela jako jediná z českých reprezentantek čistě, ale v prvním kole upadla a dojela nakonec na 51. místě.
V závodě mužů, který kromě vyšších teplot znepříjemňovala i mlha, dojel jako téměř první do cíle bezchybný Francouz Quentin Fillon Maillet. Druhý bezchybný, Ital Lukas Hofer, se díky rychlejšímu běhu dostal před něj. Tou dobou byl už na trati největší favorit Nor Johannes Thingnes Bø, který po čisté střelbě vleže vedl. Přestože vstoje udělal jednu chybu, měl již takový náskok, že i po trestném kole vyjížděl do posledního kola o sedm vteřin první. Svůj náskok do prvního mezičasu navýšil na téměř půl minuty a pak si už ve volnějším tempu dojel pro jasné vítězství.

Českým biatlonistům se opět nedařilo. Michal Krčmář běžel solidně, ale v prvním kole spadl a dojel s jednou chybu při položce vleže na 26. místě. Ondřej Moravec běžel ještě rychleji, ale při střelbě vstoje se nevypořádal s měnícím se větrem a skončil 11 pozic za Krčmářem. Mezi ně se na 33. místo zařadil rychle střílející, ale jen průměrně běžící Tomáš Krupčík, který při každé položce nezasáhl jeden terč.

### Stíhací závody
Oba stíhací závody měly jednoznačný průběh. Anastasia Kuzminová střílela první tři položky čistě a náskok na trati zvyšovala na až na téměř jednu a půl minuty. Když přijížděla ke čtvrté střelbě, diváci utichli, protože se čekalo, zda Kuzmminová zastřílí i počtvrté čistě, což se jí nikdy v kariéře zatím nepodařilo. Kuztminová střílela pomaleji než při předchozích střelbách, čtvrtou ránu na chvíli odložila, ale zasáhla všechny terče. S úsměvem odjížděla do posledního kola a zvítězila. Druhá dojela Němka Denise Herrmannová, která se za Slovenkou udržovala od poloviny závodu.

Z Češek se dařilo Veronice Vítkové, která zasáhla všechny terče kromě posledního a i díky solidnímu běhu se posunula na konečné 13. místo. Ještě více se oproti startu zlepšila Eva Puskarčíková, která startovala jako 51., minula celkem dva terče a dojela na 27. místě. Naopak Markéta Davidová udělala celkem sedm chyb a klesla na 55. pozici v cíli.
V mužském závodě také stále vedl Johannes Thingnes Bø. Při druhé střelbě udělal sice dvě chyby, ale přijel na ní s téměř minutovým náskokem, takže i po ní dojížděl první. Ještě jeden terč pak nezasáhl při poslední střelbě, ale opět to znamenalo jen snížení jeho náskoku. Zvítězil o čtvrt minuty před svým bratrem, Tarjeiem Bø. Dosáhl tak 15 vítězství v jedné sezoně, čímž i jedno překonal dosavadní rekord Martina Fourcada.

Ondřeji Moravcovi se podařila první polovina závodu, kdy se bezchybnou střelbou posunul až na 13. pozici, ale pak nezasáhl tři terče a skončil dvacátý. Hůře stříleli Tomáš Krupčík se čtyřmi chybami a Michal Krčmář s pěti, kteří skončili na 39. a 44. místě. Jakub Štvrtecký nezasáhl devět terčů, nejvíce ze všech, a dojel jako poslední.

### Závody s hromadným startem
V závodě žen se dlouho udržovala v čele trojice Švédka Hanna Öbergová, Slovenka Paulínou Fialkovou a Norka Tiril Eckhoffová. Při poslední střelbě vstoje se změnil vítr a biatlonistky více chybovaly. Z prvních závodnic ji nejlépe zvládla Öbergová, která udělala jen jednu chybu a s náskokem si jela do cíle pro vítězství. Za ní o druhé místo bojovaly Eckhoffová a překvapivě nejlépe střílející, Američanka Clare Eganová. Američanka Norku v polovině kola předjela, ale pak ukázala více sil Eckhoffová a začala dojíždět i vedoucí Öbergovou. Ta její nástup odrazila a dojela si tak pro svoje první vítězství v závodech světového poháru (dříve však získala zlatou medaili na Olympijských hrách i na Mistrovství světa). Italka Dorothea Wiererová skončila sice s pěti chybami 13., ale i tímto umístěním si zajistila velký křišťálový glóbus za celkové vítězství v tomto ročníku světového poháru. 

Markéta Davidová opět rychle běžela, ale udělala celkem pět chyb na střelnici a dojela na 14. místě. Veronika Vítková běžela ze všech biatlonistek nejpomaleji a se třemi nezasaženými terči  dokončila závod jako poslední.
V tomto závodě opět zvítězil Johannes Thingnes Bø, i když s menším náskokem. Až do třetího kola jel ve vedoucím triu, ale pak při třetí střelbě zastřílel velmi rychle a získal desetivteřinový náskok. Všechny terče zasáhl i při poslední střelbě a dojel si tak pro svoje rekordní 16. vítězství v sezoně. Pro druhé místo si dojel také bezchybně střílející Arnd Peiffer, který se za ním udržoval třetí střelby. Johannes Thingnes Bø si tímto vítězstvím zvítězil v celkovém pořadí závodů s hromadným startem, čímž si zajistil všechny malé křišťálové glóby za vítězství ve všech disciplínách tohoto ročníku světového poháru.

Jediný český reprezentant Michal Krčmář se v polovině závodu udržoval kolem 15. místa, pak však k jedné chybě vleže přidal celkem tři vstoje a dojel na 22. pozici.

## Umístění na stupních vítězů

### Muži
| Disciplína                        | 1. místo             | Výkon   | 2. místo     | Výkon   | 3. místo               | Výkon   |
| Sprint (10 km)                    | Johannes Thingnes Bø | 24:39,9 | Lukas Hofer  | 25:11,6 | Quentin Fillon Maillet | 25:14,9 |
| Stíhací závod (12,5 km)           | Johannes Thingnes Bø | 32:15,6 | Tarjei Bø    | 32:29,5 | Arnd Peiffer           | 32:33,8 |
| Závod s hromadným startem (15 km) | Johannes Thingnes Bø | 37:25,6 | Arnd Peiffer | 37:44,8 | Benedikt Doll          | 38:03,6 |

### Ženy
| Disciplína                          | 1. místo            | Výkon   | 2. místo            | Výkon   | 3. místo           | Výkon   |
| Sprint (7,5 km)                     | Anastasia Kuzminová | 19:56,2 | Franziska Preussová | 20:17,4 | Paulínou Fialkovou | 20:21,3 |
| Stíhací závod (10 km)               | Anastasia Kuzminová | 28:25,9 | Denise Herrmannová  | 30:08,7 | Hanna Öbergová     | 30:27,0 |
| Závod s hromadným startem (12,5 km) | Hanna Öbergová      | 35:56,2 | Tiril Eckhoffová    | 35:57,5 | Clare Eganová      | 36:06,6 |

## Pořadí zemí
| Pořadí | Země      | 1. místo | 2. místo | 3. místo | Celkově |
| ------ | --------- | -------- | -------- | -------- | ------- |
| 1.     | Norsko    | 3        | 2        | 0        | 5       |
| 2.     | Slovensko | 2        | 0        | 1        | 3       |
| 3.     | Švédsko   | 1        | 0        | 1        | 2       |
| 4.     | Německo   | 0        | 3        | 2        | 5       |
| 5.     | Švédsko   | 0        | 1        | 0        | 1       |
| 6.     | Francie   | 0        | 0        | 1        | 1       |
| 6.     | USA       | 0        | 0        | 1        | 1       |
|        | Celkem    |          |          |          |         |